# یک دو سه (فیلم ۲۰۰۸)
یک دو سه (انگلیسی: One Two Three) فیلم هندی کمدی هندی-زبان، تولید سال ۲۰۰۸ است که بازساخته غیررسمی از فیلم آمریکایی سرزنش کردن خدمتکار تولید سال ۱۹۹۲ است. داستان فیلم در مورد سه مرد است که با نام خانوادگی یکسان در یک هتل اقامت دارند. بازیگران اصلی فیلم سونیل شتی، پارش راوال، توشار کاپور، ایشا دئول، سمیرا ردی، نیتو چاندرا، آپن پاتل و تانیشا موکرجی هستند.